# Orpheu
La revista Orpheu fue una publicación literaria portuguesa fundada en 1915 por Fernando Pessoa, Mário de Sá Carneiro y otros miembros del grupo modernista, como Almada Negreiros o Luis de Montalvor, con la intención de renovar el panorama de las letras lusas. En esta revista publicaron autores como Santa-Rita Pintor o Ângelo de Lima, poeta marginal internado en un manicomio. La revista pretendía ser trimestral, pero apenas se publicaron dos números, en marzo y junio de 1915. El tercer número, que llegó a ser preparado, nunca se publicó.

## Primer número: marzo de 1915

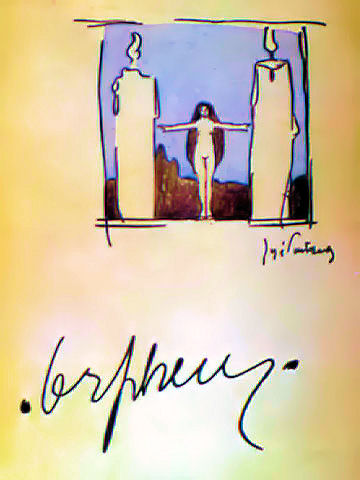
La Revista Orpheu, fascículo nr. 1, enero-febrero-marzo de 1915

En el primer número de la revista colaboraron Luís de Montalvor, Mário de Sá-Carneiro, Fernando Pessoa, Alfredo Pedro Guisado, Almada Negreiros, Armando Côrtes-Rodrigues y José Pacheco, responsable de la dirección gráfica. También formó parte del equipo editor António Ferro. En la introducción de este primer número, escrita por su director Luís de Montalvor, el grupo manifiesta su propósito de responder a los deseos de buen gusto artístico existentes en individuos aislados de Portugal, convencidos de que la revista, por su carácter innovador, constituiría un signo de vida en el ambiente literario de su país. 
Tras publicare este primer número, Orpehu fue acogida con cariño y entusiasmo por unos pocos, pero el gran público reaccionó con escándalo y polémica. La revista sacudió decididamente el ambiente literario portugués por su osadía y por el estilo vanguardista de sus textos. Fue, sin duda, una ruptura con las tradiciones literarias anteriores, y significó la llegada definitiva del modernismo a Portugal. El propio Pessoa, en una carta a Armando Côrtes-Rodrigues, habla de sus recuerdos sobre la publicación del primer número de la revista, y sobre el escándalo que provocó, especialmente por los poemas 16, de Mário de Sá-Carneiro, y Oda Triunfal, de Álvaro de Campos, heterónimo de Fernando Pessoa.

## Segundo número: junio de 1915

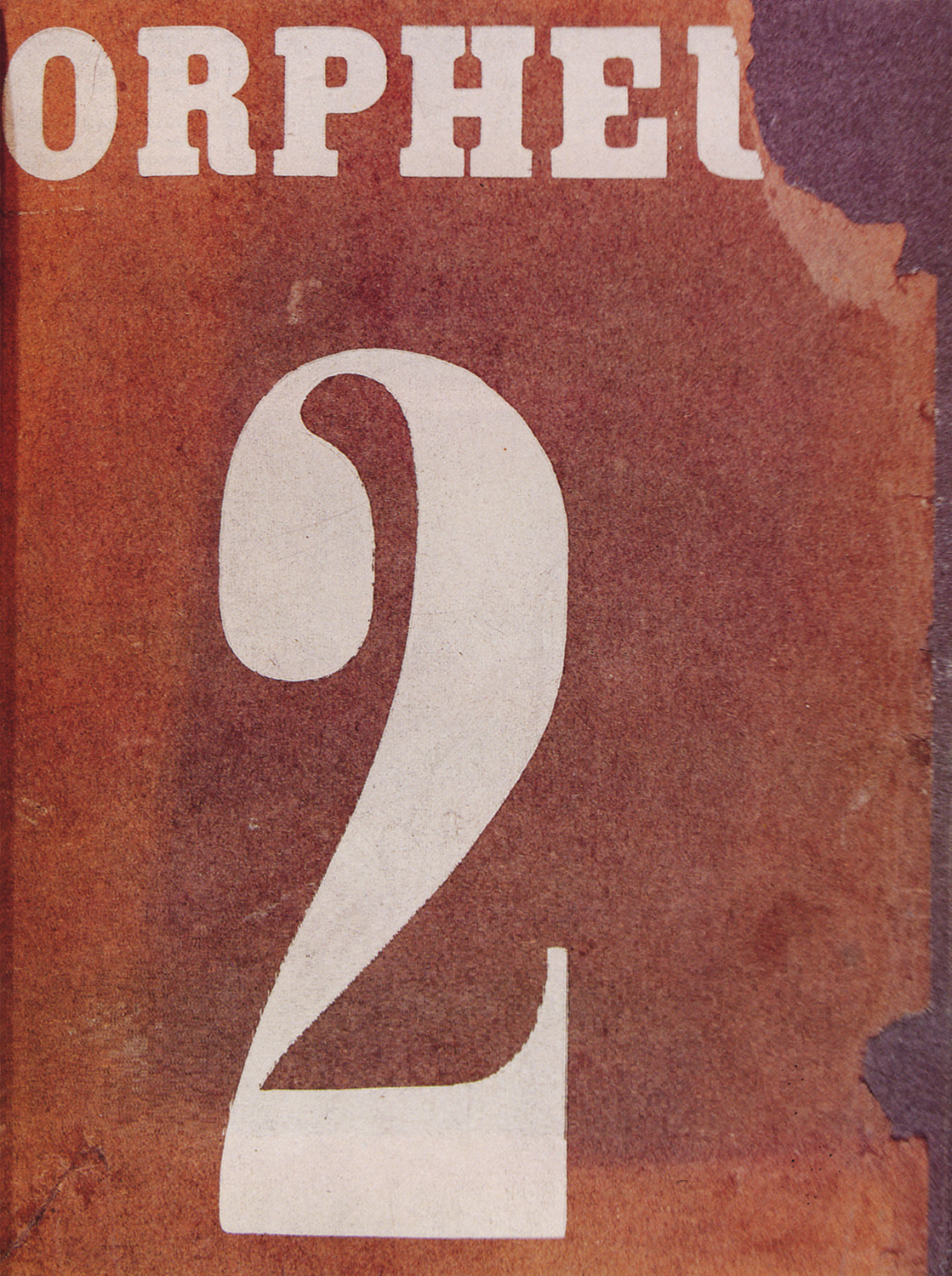
La Revista Orpheu, fascículo n.° 2, abril-mayo-junio de 1915

En el segundo número de la revista, dirigido por Fernando Pessoa y Mário de Sá-Carneiro, aparecieron textos de Ângelo de Lima, Mário de Sá-Carneiro, Raúl Leal, Violante de Cysneiros, Luís de Montalvor, Fernando Pessoa y Álvaro de Campos, y contó con la colaboración de Santa-Rita Pintor.

## Tercer número
El tercer número de la revista no pasó, por falta de financiación, de la fase de pruebas de imprenta. Para este número estaban previstos textos de Mário de Sá-Carneiro, Fernando Pessoa, Albino Menezes, Augusto Ferreira Gomes, Almada Negreiros y Castello Moraes, así como la colaboración artística de Amadeo de Souza-Cardoso.
Además de la falta de dinero para continuar el proyecto, la propia disolución del grupo de escritores también explica la desaparición de Orpheu: Mário de Sá-Carneiro se suicidó en París en 1916, Santa-Rita Pintor y Amadeo de Souza-Cardoso murieron en 1918, y António Ferro, que había sido el editor de los dos primeros números, se alejó definitivamente del grupo.